# Valfleury
Valfleury é uma comuna francesa na região administrativa de Auvérnia-Ródano-Alpes, no departamento de Loire. Estende-se por uma área de 8,77 km². Em 2010 a comuna tinha 718 habitantes (densidade: 81,9 hab./km²).